# HIKE
株式会社HIKE（ハイク、英: HIKE Inc.）は、アニメ・ゲーム・音楽・グッズなどの事業を手掛ける日本の企業。株式会社HIKE Holdingsの子会社。

## 歴史
2018年、梁俊模と三上政高の共同代表取締役体制により「株式会社CREST」として設立。
2020年12月22日、同じくポールトゥウィンホールディングスのグループ会社であるポールトゥウィンより猿楽庁事業を継承することが発表され、2021年2月1日に継承。
2021年5月、IP事業部直下の組織としてデジタルアニメーション制作を主に手掛ける「100studio（ワンダブルオースタジオ）」を発足。
同年12月20日、ランドック・スタジオとアニメーション制作の共同展開を目的とした業務提携を締結。
2022年4月、ホークアイのブランドである「みなとそふと」の一部開発スタッフが移籍し全年齢向けを中心とするノベルゲームブランド「Novus（ノウス）」を横浜に設立。同時にホークアイと業務提携を締結し、同社代表のタカヒロと共同でIP開発に着手することを発表した。
同年11月1日付でSANETTY Produceの全株式を取得し完全子会社化。
同年12月9日、ユメノソラホールディングスよりアクアプラスの株式を取得することが発表され、同社および傘下のフィックスレコードを12月28日付で子会社化。
2023年2月1日、CREST・QBIST・SANETTY Produceの3社合併により社名を「株式会社HIKE」へ変更。同年12月22日には、アニメーション制作のしいたけデジタルを子会社化。
同年6月、元取締役が自身と関連を有する会社を介した架空請求を行い、当該請求に対してHIKEから支払われた金銭を受け取っていた不正行為疑惑が判明。同年7月13日開催の臨時株主総会において当該元取締役を解任。
同年8月、代表取締役を梁俊模と三上政高の二人の体制から、三上政高の一人体制へ変更。
2025年6月、ポールトゥウィンホールディングスのメディア・コンテンツ事業撤退に伴いマネジメント・バイアウト（MBO）による新会社・HIKE Holdingsの設立とポールトゥウィングループからの独立を発表。同新設会社にはアクアプラスを除いた傘下企業が合流した。アクアプラスについてはHIKEグループからも外れた上で譲渡が行われる予定。

## 作品

### テレビアニメ
| 放送年 | タイトル                                     | アニメーション制作        | 備考                 |
| ------ | -------------------------------------------- | ------------------------- | -------------------- |
| 2020年 | くまクマ熊ベアー                             | EMTスクエアード           | 製作出資             |
| 2021年 | セブンナイツ レボリューション -英雄の継承者- | ライデンフィルム ドメリカ | 製作幹事、音楽制作   |
| 2021年 | 蜘蛛ですが、なにか?                          | ミルパンセ                | 楽曲制作プロデュース |
| 2022年 | 怪人開発部の黒井津さん                       | Quad                      | 音楽制作             |
| 2023年 | 異世界召喚は二度目です                       | スタジオエル              | 音楽制作・製作       |
| 2023年 | くまクマ熊ベアーぱーんち!                    | EMTスクエアード           | 製作出資             |

### ゲーム
| 発売年       | 発売日       | タイトル                             | プラットフォーム                      | 備考                                                     |
| ------------ | ------------ | ------------------------------------ | ------------------------------------- | -------------------------------------------------------- |
| 2020年       | 7月12日      | ARIA CHRONICLE                       | Steam Nintendo Switch STOVE           | 開発元：STUDIO N9 Nintendo Switch版は2021年7月8日発売    |
| 2021年       | 2月2日       | 魔王の時間                           | IOS Android                           | 開発元：FlatGames                                        |
| 2021年       | 7月29日      | 異世界かるてっと 激突!ぱずるすくーる | IOS Android                           | 開発元：UNIZSOFT                                         |
| 2021年       | 8月26日      | Last Light                           | Steam STOVE Nintendo Switch           | 開発元：Team Corn Field Nintendo Switch版は未定          |
| 2021年       | 9月16日      | METALLIC CHILD                       | Steam Nintendo Switch PlayStation 4/5 | 開発元：STUDIO HG                                        |
| 2022年       | 3月24日      | PARTY RUSH!!                         | Steam                                 | 開発元：SECHAN                                           |
| 2022年       | 5月          | eia : A short story                  | Steam IOS Android                     | 開発元：olivecrow                                        |
| 2022年       | 6月27日      | Under World Office                   | IOS Android                           | 開発元：Buff Studio                                      |
| 2022年       | 6月30日      | The Lord of the Parties              | Steam                                 | 開発元：Magic Cube、Dizcon                               |
| 2022年       | 9月27日      | BLACK WITCHCRAFT                     | Steam Nintendo Switch                 | 開発元：QuattroGear Nintendo Switch版は2023年10月5日発売 |
| 2023年       | 4月27日      | リフルエフェクト                     | Steam                                 | 開発元：OutsiderKids                                     |
| 2023年       | 7月27日      | ANVIL                                | Steam                                 | 開発元：Action Square                                    |
| 2023年       | 9月21日      | ALTF4                                | Nintendo Switch                       | 開発元：PUMPKIM                                          |
| 2024年冬予定 | 2024年冬予定 | CONERU -DIMENSION GIRL-              | Steam Nintendo Switch                 |                                                          |

### 舞台・イベント
| 年     | タイトル           | 備考                         |
| ------ | ------------------ | ---------------------------- |
| 2021年 | AI懲戒師・クシナダ | 企画・プロデュース、制作業務 |

## 100studio
100studio（ワンダブルオースタジオ）は、HIKEのアニメ制作部門。
2021年5月、HIKE（IP事業部）直下のデジタルアニメーション制作を主に手掛ける組織として発足。スタジオ代表には映像制作会社→グラフィニカを経てHIKEでアニメーション事業部長を務めた堀口広太郎が就任した。
拠点として、2022年4月に西荻窪スタジオ、同年7月に台湾スタジオ、2023年4月に福岡スタジオ、2024年2月に大阪スタジオ、同年8月に韓国スタジオを設立している。

### 作品（100studio）

#### テレビアニメ（100studio）
| 開始年 | 放送期間  | タイトル                                          | 監督     | アニメーション プロデューサー | 共同制作       | 出典   |
| ------ | --------- | ------------------------------------------------- | -------- | ----------------------------- | -------------- | ------ |
| 2024年 | 7月 - 9月 | この世界は不完全すぎる                            | 馬引圭   | 髙田祐樹 斉藤友紀             | studioぱれっと | [ 26 ] |
| 2025年 | 4月 - 6月 | 中禅寺先生物怪講義録 先生が謎を解いてしまうから。 | 熊野千尋 | 髙田祐樹                      |                | [ 27 ] |
| 未公表 | 未公表    | BLACK TORCH                                       | 馬引圭   | 未公表                        | [ 28 ]         |        |

#### 劇場アニメ（100studio）
| 公開年 | タイトル         | 監督     | 共同制作 |
| ------ | ---------------- | -------- | -------- |
| 2024年 | 数分間のエールを | ぽぷりか | Hurray!  |

#### ゲーム（100studio）
| 年     | タイトル                        | 機種          | 備考                 |
| ------ | ------------------------------- | ------------- | -------------------- |
| 2023年 | takt op. 運命は真紅き旋律の街を | iOS / Android | ファイナルトレーラー |

#### 制作協力（100studio）
| 年     | タイトル                        | 制作元請 | 備考                   |
| ------ | ------------------------------- | -------- | ---------------------- |
| 2024年 | 刀剣乱舞 廻 -虚伝 燃ゆる本能寺- | ドメリカ | アニメーション制作協力 |

#### その他（100studio）
| 年     | タイトル                                           | 媒体 | 備考                 |
| ------ | -------------------------------------------------- | ---- | -------------------- |
| 2021年 | nonoc「ヒトリイロ」                                | MV   | 企画・プロデュース   |
| 2021年 | nonoc「ヒスイ」                                    | MV   | 企画・プロデュース   |
| 2022年 | nonoc「ネオンテトラ」                              | MV   | 企画・プロデュース   |
| 2022年 | 伊東歌詞太郎「サイレントマイノリティー」           | MV   | アニメーション制作   |
| 2022年 | ロマンティック・キラー                             | Web  | 音響コーディネート   |
| 2023年 | nonoc「ラスター」                                  | MV   | 企画・プロデュース   |
| 2023年 | 解雇された暗黒兵士（30代）のスローなセカンドライフ | TV   | ミニキャラアニメ制作 |
| 2023年 | マガツノート「闇を喰む」名場面マンガ化PV           | PV   | 映像制作             |
| 2023年 | トニカクカワイイ 女子高編                          | Web  | OP映像制作           |
| 2024年 | 猫又おかゆ「ネコカブリーナ」                       | MV   | CG制作               |
| 2024年 | リンカイ!                                          | TV   | 音響制作             |
| 2024年 | 義妹生活                                           | TV   | 音響制作             |

## グループ会社
- 株式会社CREST JOB
- HIKE KOREA Inc.
- Panda Graphics TAIWAN INC.
- Panda Graphics(Shanghai) Technology Co., Ltd.
- 株式会社しいたけデジタル
- 株式会社デルファイサウンド

### 過去のグループ会社
- 株式会社アクアプラス
  - 株式会社フィックスレコード